# Kodak D-76
 (mars 2015).
Le D-76 est un révélateur pour films noir et blanc produit par Kodak. Sa formule originale fut inventée en 1926. Ses propriétés font de lui un révélateur standard, utilisable avec la grande majorité des films et dont les effets peuvent être ajustés en faisant varier la dilution.
Le D-76 est vendu en poudre, il existe en deux versions, l'une pour 1L de solution et l'autre pour 3,8 litres de solution (1 gallon). Il s'utilise soit de façon pure, soit en concentrations de 1+1 à 1+3. Sous forme diluée, le D-76 s'utilise à bain perdu (la solution diluée ne peut être utilisée qu'une fois).